# Халмеу Виј (Сату Маре)
Халмеу Виј (рум. Halmeu Vii) насеље је у Румунији у округу Сату Маре у општини Халмеу. Oпштина се налази на надморској висини од 187 m.

## Становништво
Према подацима из 2002. године у насељу је живело 24 становника.

### Попис2002.
| Расподела становништва по националности 2002.‍ | Расподела становништва по националности 2002.‍ | Расподела становништва по националности 2002.‍ | Расподела становништва по националности 2002.‍ | Расподела становништва по националности 2002.‍ |
| --------------------------------------------- | --------------------------------------------- | --------------------------------------------- | --------------------------------------------- | --------------------------------------------- |
|                                               |                                               |                                               |                                               |                                               |
| Румуни                                        | Румуни                                        |                                               | 6                                             | 25,0%                                         |
| Мађари                                        | Мађари                                        |                                               | 18                                            | 75,0%                                         |